# Wyspa Bielarska

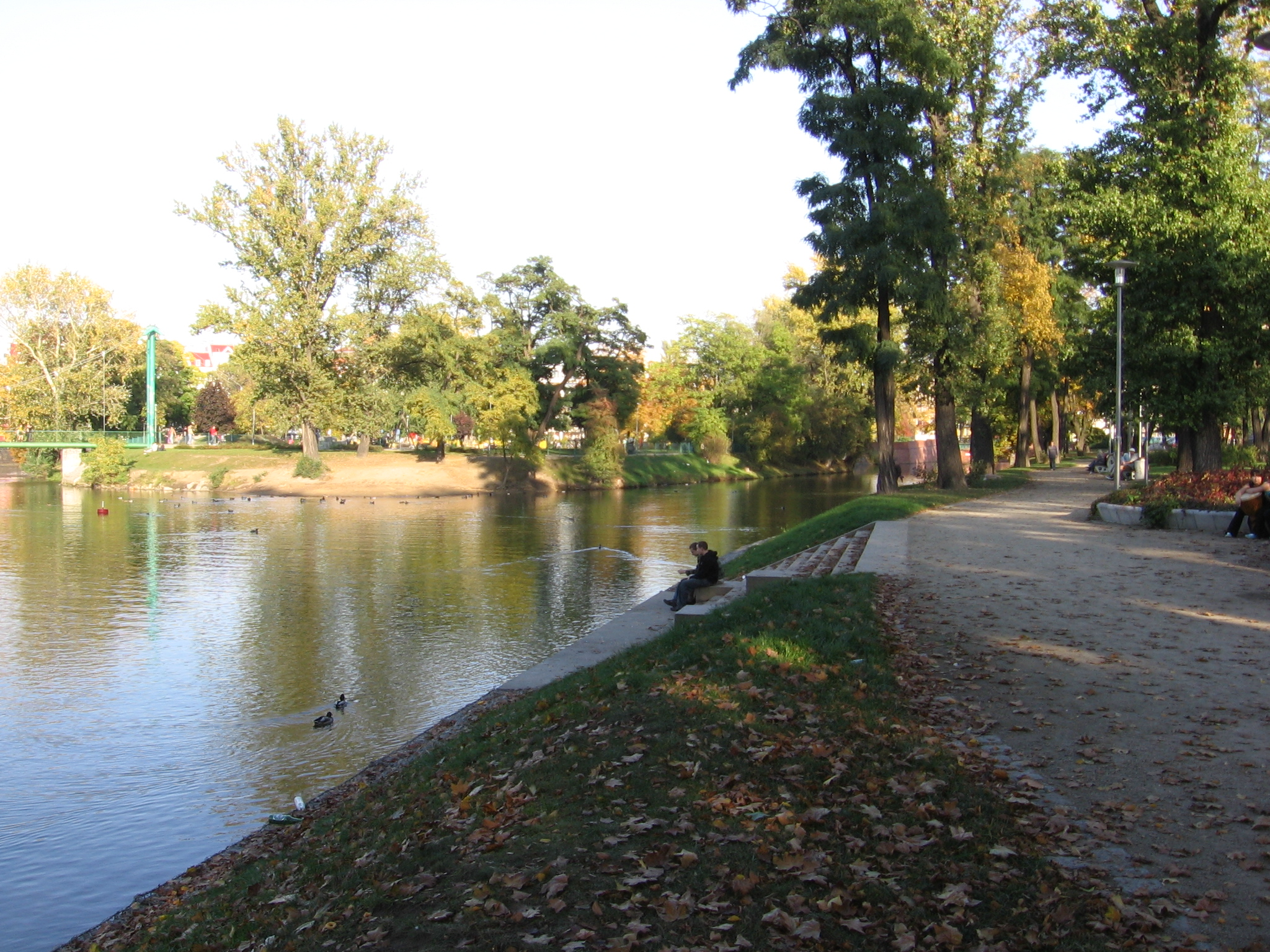
Widok z Wyspy Słodowej na Wyspę Bielarską

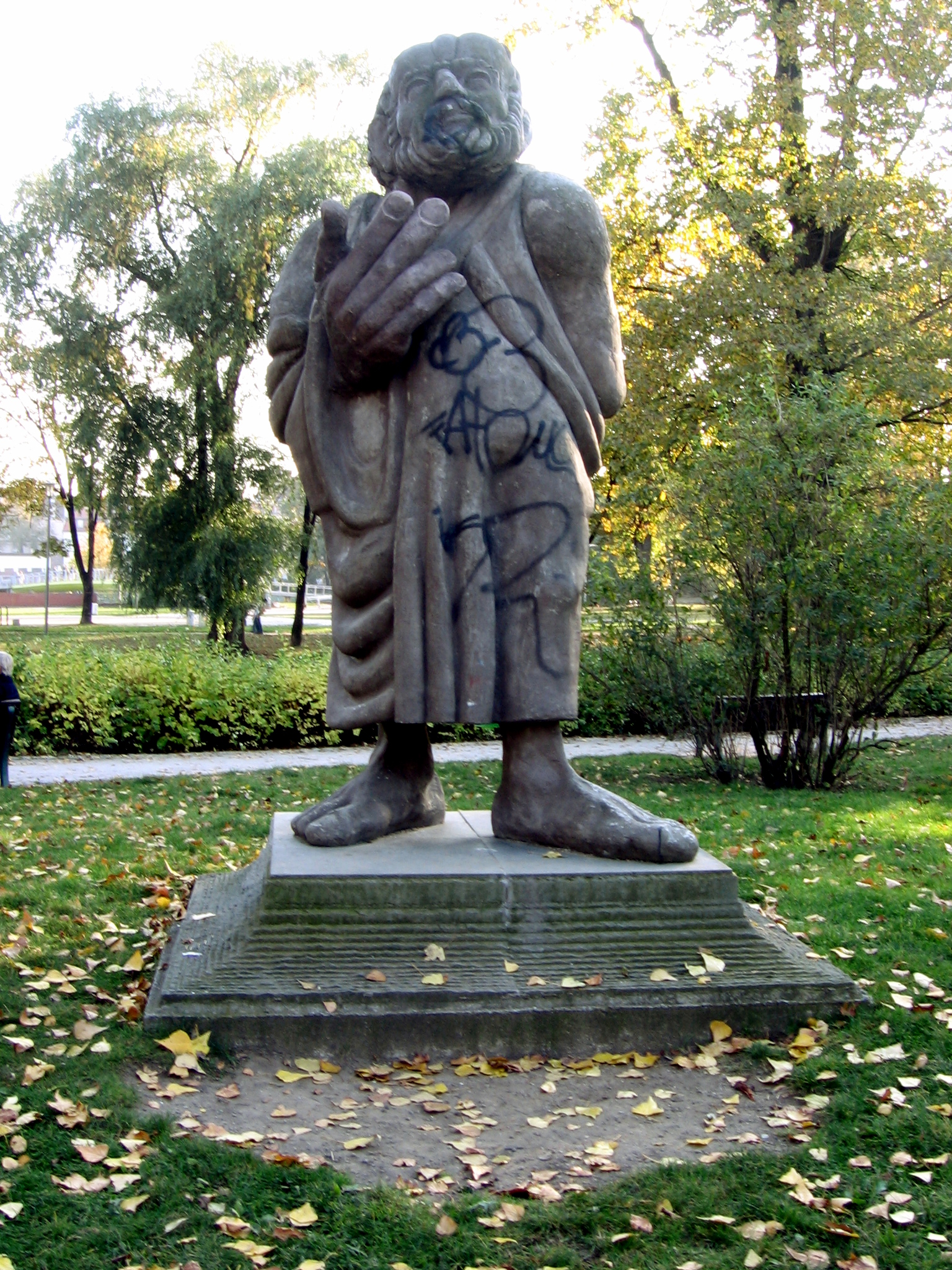
Rzeźba Sokratesa dłuta Stanisława Netswoldowa, ustawiona na Wyspie Bielarskiej

Wyspa Bielarska (niem. Hinterbleiche) – jedna z niewielkich wysepek w obrębie wrocławskiego Starego Miasta, sąsiadująca z nieco większą od niej Wyspą Słodową. Obie te wyspy w przeszłości nosiły miano Wysp Bielarskich: Tylnej (niem. Hinterbleiche) i Przedniej (niem. Vorderbleiche). Wyspy rozdzielone są kanałem – Upustem Klary.

## Charakterystyka
Od wieku XIII na Wyspie Bielarskiej zlokalizowany był jeden z dwóch Młynów św. Klary, należących do klarysek (przetrwały do roku 1975, kiedy wysadzono je w powietrze na podstawie decyzji Mariana Czulińskiego, ówczesnego prezydenta Wrocławia).
W 1741 na wyspie zlokalizowano wytwórnię spirytusu, likierów i win owocowych H. Henniga; przetrwała ona do II wojny światowej. Przy kładce św. Klary, która znajdowała się w miejscu dzisiejszej kładki Żabiej (zwanej też Bielarską) prowadzącej z wyspy na północny zachód (w kierunku hotelu HP Park Plaza), zlokalizowane było od XIX wieku kąpielisko Kallenbacha.
Dziś wyspa pozostaje całkowicie niezabudowana. Znajdują się na niej tylko urządzenia rekreacyjne dla dzieci i tereny spacerowe. Na wyspie ustawiono także rzeźby plenerowe: „Sokratesa” dłuta Stanisława Netswoldowa (dar artysty dla miasta Wrocławia) oraz „Szachistów” autorstwa Łucji Skomorowskiej.

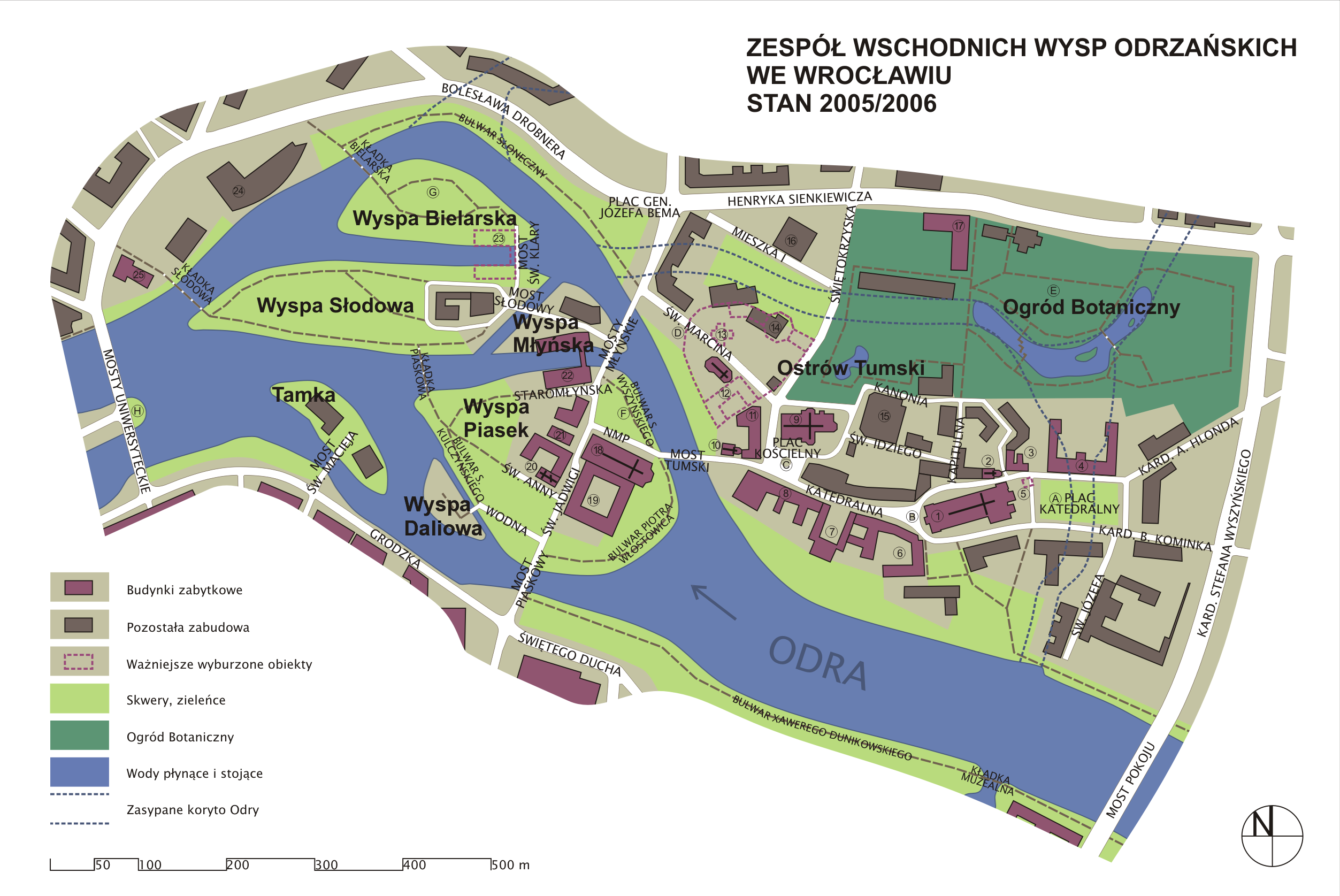
Zespół wysp odrzańskich we Wrocławiu – po lewej u góry Wyspa Bielarska